# Celso Míguez
Celso Míguez Pereira (* 1. Mai 1983 in Pontevedra) ist ein spanischer Rennfahrer.

## Karriere
Míguez begann seine Motorsportkarriere 1990 im Kartsport, in dem er bis 2000 aktiv war. 2001 gab er in der französischen Formel Campus sein Debüt im Formelsport. 2002 wechselte er in die Formel Nissan 2000 und wurde mit drei Podest-Platzierungen Sechster im Gesamtklassement. Darüber hinaus trat er eine halbe Saison in der spanischen Formel-3-Meisterschaft an und belegte den 13. Gesamtrang. 2003 blieb er in der Formel Nissan 2000, die inzwischen in World Series Light umbenannt worden war, und startete für Meycom. Während sein Teamkollege Juan Cruz Álvarez den Meistertitel gewann, verbesserte sich der Spanier auf den fünften Gesamtrang. 2004 bestritt Míguez für Meycom seine dritte Saison in der World Series Light. Mit drei Siegen wurde er hinter Miloš Pavlović Vizemeister. Außerdem absolvierte er zwei Gaststarts in der spanischen Formel 3.
2005 wechselte Míguez zu Pons Racing in die World Series by Renault. Während sein Teamkollege Adrián Vallés Vizemeister wurde, erzielte er nur bei vier Rennen Punkte und beendete die Saison auf dem 19. Gesamtrang. 2006 begann der Spanier die Saison bei Pons Racing. Nachdem er mit seinem Teamkollegen James Rossiter nicht mithalten konnte, wurde er nach sechs Rennwochenenden durch Tristan Gommendy ersetzt. Míguez selbst bestritt die restliche Saison für Comtec Racing. Zwar konnte er bei den Comtec bessere Leistungen erzielen, von seinem Teamkollegen Alx Danielsson, der im selben Zeitraum vier Rennen für sich entschied und sich den Meistertitel sicherte, wurde er jedoch deutlich distanziert. Am Ende belegte er den 24. Platz in der Gesamtwertung. 2007 blieb er zunächst in der World Series by Renault und erhielt ein Cockpit bei EuroInternational. Nach den ersten fünf Rennen wurde er durch Jaap van Lagen ersetzt und belegte am Saisonende den 23. Platz in der Fahrerwertung. Anschließend nahm der Spanier für G-Tec an einem Rennwochenende der Euroseries 3000 teil und erzielte mit einem dritten Platz eine Podest-Platzierung.
2008 kehrte er in die spanische Formel-3-Meisterschaft zurück und trat erneut für Meycom an. Mit einem zweiten Platz als bestes Resultat belegte er am Ende der Saison den 14. Gesamtrang. Nach der Umbenennung der Serie in European F3 Open, wechselte Míguez zu Drivex. Der Spanier gewann fünf Rennen und war der Pilot mit den meisten Siegen. Dennoch unterlag er Bruno Méndez am Saisonende knapp mit zwei Punkten und wurde Vizemeister.
2010 wechselte Míguez zu RP Motorsport in die Auto GP, in der er bereits 2007, als die Serie Euroseries 3000 hieß, gestartet war. Nach dem vierten Rennwochenende wurde er durch Giacomo Ricci ersetzt und belegte am Saisonende mit einem zweiten Platz als bestes Resultat den 14. Gesamtrang. Außerdem startete er in der Saison 2010 an zwei Rennwochenenden für zwei von Drivex betreute Teams in der Superleague Formula. Nach dem zehnten Rennwochenende konnte er noch keine Zielankunft vorweisen.

## Karrierestationen
- 1990–2000: Kartsport
- 2001: Französische Formel Campus
- 2002: Formel Nissan 2000 (Platz 6); spanische Formel-3-Meisterschaft (Platz 13)
- 2003: World Series Light (Platz 5)
- 2004: World Series Light (Platz 2)
- 2005: World Series by Renault (Platz 19)
- 2006: World Series by Renault (Platz 24)
- 2007: World Series by Renault (Platz 23); Euroseries 3000 (Platz 18)
- 2008: Spanische Formel-3-Meisterschaft (Platz 14)
- 2009: European F3 Open (Platz 2)
- 2010: Auto GP (Platz 14); Superleague Formula